# 普莱拉
普莱拉（Phulera），是印度拉贾斯坦邦Jaipur县的一个城镇。总人口21639（2001年）。

## 人口
该地2001年总人口21639人，其中男性11281人，女性10358人；0—6岁人口2832人，其中男1441人，女1391人；识字率72.88%，其中男性为82.73%，女性为62.15%。